# Castillo de Sapeira
El castillo de Sapeira era el castillo medieval, de época románica, del pueblo de Sapeira, perteneciente al término municipal de Tremp, dentro de la provincia de Lérida. Estaba situado detrás de la actual iglesia parroquial, las dependencias de la que ocupan su espacio y aprovechan el resto de sus piedras.

## Historia
El castillo de Sapeira no pertenece a los castillos tempranos surgidos antes del año 1000, sino que es un castillo ya claramente de origen feudal, tardío, pues. Se debió construir a partir de mediados del siglo XI, en el marco de las disputas y luchas, a veces con mucha violencia, entre las dos ramas de los condes de Pallars, que llevaron a la división en dos del condado: condado de Pallars Jussá y condado de Pallars Sobirá. Debió sustituir como centro neurálgico de aquel territorio del antiguo pagus de Orrit, por lo que este otro castillo debió perder importancia.
A partir de la mitad del siglo XI está ya documentado, en todos los convenios que dibujaron el territorio del condado de Pallars Jussá, al que siempre perteneció. La familia Sapeira, señores de este castillo y territorio, tuvieron un papel relevante en los asuntos políticos de la época: Pedro Guido de Sapeira es uno de los que juran paz y tregua, con otros nobles pallareses, a principios del siglo XII. Además, diferentes ramas de la misma familia dominaban otros castillos cercanos, como el de Castellet.
El mismo Pedro Guido de Sapeira aparece en todos los litigios que hubo con el obispo de Roda. En efecto, el obispo Ramon Dalmau salió en defensa de los bienes que el monasterio de Alaón, en franca decadencia, de cuyas rentas se habían apropiado los castellanos de Sapeira. El asunto se complicó con las donaciones hechas en 1083 al monasterio de Gerri de la Sal, los litigios continuaron tiempo, con intervención incluso del rey de Ribagorza en defensa de los intereses de su obispo. Esto hizo que los castellanos de Sapeira decidieran la donación de la iglesia de Santa María de Sapeira al obispado de Urgel, a pesar de la lejanía de la sede de ese obispado.
En el siglo XII, el señorío de Sapeira pasó a manos de los Erill, y se mantuvo al menos hasta el siglo XV ligado a esta familia. En el censo del 1381, se menciona que Sapeira es de Arnau de Erill.
Un documento de principios de este mismo siglo hace constar que el castillo de Sapeira es donado a Gerardo Alemany por parte de Fernando de Antequera, pero es posible que fuera una donación circunstancial, fruto del posicionamiento de las diferentes partes ante la guerra civil protagonizada por Jaime de Urgel contra los Trastamara.
Actualmente quedan pocos restos, del castillo: las piedras fueron aprovechadas para reformas de la parroquia y construir parte de sus dependencias, y lo que se puede observar más claramente hoy es el aljibe excavado en la roca que da nombre al pueblo, así como todo de agujeros en la misma roca, que debieron servir para una atalaya de madera.